# Jakub Nekvapil
Jakub Nekvapil (* 30. März 1991) ist ein ehemaliger tschechischer Grasskiläufer. Er war Mitglied der tschechischen Grasski-Nationalmannschaft und startete von 2007 bis 2009 im Weltcup.

## Karriere
Nach einigen Erfolgen in Nachwuchsrennen nahm Jakub Nekvapil im Alter von 15 Jahren erstmals an FIS-Rennen teil. Sein erstes Großereignis war die Juniorenweltmeisterschaft 2006 in Horní Lhota u Ostravy, bei der er Platz acht im Super-G, Platz neun in der Kombination und Rang 13 im Slalom belegte. Bei der Junioren-WM im August 2007 fuhr er auf Platz sechs im Riesenslalom, Platz sieben in der Super-Kombination und auf Rang elf im Super-G. Eine Woche später bestritt Nekvapil sein erstes Weltcuprennen. Im Slalom von Čenkovice belegte er den 22. Rang und gewann damit seine ersten Weltcuppunkte. Weitere zweimal konnte er bei den Weltcuprennen in Rettenbach punkten, womit er in der Saison 2007 auf Platz 36 in der Gesamtwertung kam. Bei der Weltmeisterschaft 2007 in Olešnice v Orlických horách war sein bestes Resultat der 30. Rang in der Super-Kombination.
In der Saison 2008 erreichte Nekvapil überraschend den vierten Platz im Weltcupslalom von Čenkovice. Im Riesenslalom hatte er am Vortag den 17. Rang belegt und zu Saisonbeginn war er in der Super-Kombination von Rettenbach auf Rang 23 gefahren. Bei zwei weiteren Weltcupstarts in Forni di Sopra gewann er keine Punkte. Im Gesamtweltcup erreichte der Tscheche mit den 14. Platz. Bei der Juniorenweltmeisterschaft 2008 in Rieden verfehlte er mit Platz vier im Super-G nur knapp eine Medaille. In der Super-Kombination wurde er Achter, im Riesenslalom Zwölfter und im Slalom 21.
In der Saison 2009 nahm Jakub Nekvapil nur an den Weltcuprennen in Wilhelmsburg und Čenkovice teil. Im zweiten Slalom von Čenkovice erzielte er den zwölften Platz und in der Super-Kombination von Wilhelmsburg Rang 13, wodurch er in der Gesamtwertung auf Platz 43 zurückfiel. Bei der Juniorenweltmeisterschaft 2009 erreichte er den fünften Platz im Super-G und Rang sechs im Riesenslalom. Der 15. Platz in der Super-Kombination war sein bestes Ergebnis bei der Weltmeisterschaft 2009 in Rettenbach. Weiters kam er auf Rang 18 im Super-G und auf Rang 28 im Riesenslalom. Ende September 2009 nahm er in Tschechien an seinem letzten Grasskirennen teil, seit 2010 ist er nicht mehr aktiv.

## Erfolge

### Weltmeisterschaften
- Olešnice v Orlických horách 2007: 30. Super-Kombination, 37. Super-G
- Rettenbach 2009: 15. Super-Kombination, 18. Super-G, 28. Riesenslalom

### Juniorenweltmeisterschaften
- Horní Lhota u Ostravy 2006: 8. Super-G, 9. Kombination, 13. Slalom
- Welschnofen 2007: 6. Riesenslalom, 7. Super-Kombination, 11. Super-G
- Rieden 2008: 4. Super-G, 8. Super-Kombination, 12. Riesenslalom, 21. Slalom
- Horní Lhota u Ostravy 2009: 5. Super-G, 6. Riesenslalom

### Weltcup
- Eine Platzierung unter den besten zehn, weitere viermal unter den besten 20